# Humanos (álbum de Humanos)
Humanos es el nombre del álbum de la banda portuguesa del mismo nombre. Fue lanzado en el año 2004 por la compañía discográfica EMI. Consiguió la venta de más de 40.000 unidades alcanzando la certificación de disco de platino por la Associação Fonográfica Portuguesa.

## Canciones
1. A Teia
2. Quero É Viver
3. Muda De Vida
4. Na Lama
5. A Culpa É Da Vontade
6. Maria Albertina
7. Rugas
8. Gelado De Verão
9. Amor De Conserva
10. Já Não Sou Quem Era
11. Não Me Consumas
12. Adeus Que Me Vou Embora

- Letras y melodías producidas por António Variações.

## Créditos
- Camané, (voz)
- David Fonseca, (voz y guitarra)
- Manuela Azevedo, (voz)
- Hélder Gonçalves, (bajo y guitarra)
- Nuno Rafael (guitarra)
- João Cardoso, (piano, teclados)
- Sérgio Nascimento, (bombo, percusión, batería)